# Frangia concorrenziale
La frangia concorrenziale (o semplicemente frangia) è un insieme di piccole imprese che operano nello stesso mercato avendo nel loro complesso una quota di mercato ridotta a causa della presenza di un'impresa dominante.

## Descrizione
Solitamente la configurazione di un simile mercato è dovuta alla privatizzazione di un monopolio, grazie alla quale l'azienda monopolista diventa azienda dominante nel mercato, mantenendo un vantaggio di costo rispetto ai successivi entranti.
L'impresa dominante e le imprese della frangia producono una quantità di beni e servizi maggiore di quanto faceva da solo il monopolista. La frangia infatti riduce ma non elimina il potere dell'ex-monopolista che resta impresa dominante. Le piccole imprese della frangia sono price taker (lett. "acquirente del prezzo"), al contrario di quella dominante che è price setter (lett. "stabilitore del prezzo"). I consumatori traggono quindi beneficio dalla privatizzazione del settore e dall'entrata nel mercato della frangia.